# Балтійський гербовник
Балті́йський гербо́вник (нім. Baltisches Wappenbuch) — гербовник балтійської німецької шляхти. Виданий 1882 року в Стокгольмі, у видавництві Ф. і Г. Бейера. Написаний німецькою мовою. Містить лицарські й шляхетські герби історичної Лівонії — Ліфляндії, Естляндії, Курляндії, а також острова Езель. Повна назва:  «Балтійський гербовник. Герби усього лицарства Лівонії, Естонії, Курляндії й Езеля, що стосуються шляхетних родин» (нім. Baltisches Wappenbuch. Wappen sämmtlicher, den Ritterschaften von Livland, Estland, Kurland und Oesel zugehöriger Adelsgeschlechter). Підготовкою до видання керував Карл-Арвід фон Клінгспор, головний герольд Шведського королівства. Малюнки гербів виконав Адольф-Маттіас Гільдебранд, німецький геральдист. Книга має 237 сторінок. З них на 133 сторінках представлені 798 кольорових гербів, по 6 гербів на сторінку. Книга має золотий обріз й тверду обкладинку брунатного кольору із золотою тиснявою. Цінне джерело з історії, генеалогії та геральдики Східної Балтики.

## Зміст
Передмова
- 1. Вступ до геральдики.
- 2. Огляд теперішнього стану балтійського лицарства.
- 3. Записки про історію і минуле реєстрів балтійського лицарства.
- 4. Статутні положення щодо прийняття до лицарства, виключення з нього, право на використання титулів і т. д.

Нотатка
Додатки:
- I. Реєстр Ліфляндського лицарства.
- II. Реєстр Естляндського лицарства.
- III. Реєстр Курляндського лицарства.
- IV. Реєстр Езельського лицарства.

## Видання
- Klingspor, Carl Arvid von. Baltisches Wappenbuch. Wappen sämmtlicher, den Ritterschaften von Livland, Estland, Kurland und Oesel zugehöriger Adelsgeschlechter [Архівовано 15 квітня 2021 у Wayback Machine.]. — Stockholm: F. & B. Beijer, 1882.

Цифрові копії:
- Баварська державна бібліотека: Балтійський гербовник (1) [Архівовано 15 квітня 2021 у Wayback Machine.], Балтійський гербовник (2) [Архівовано 15 лютого 2012 у Wayback Machine.]
- Національна бібліотека Естонії: Балтійський гербовник [Архівовано 19 квітня 2014 у Wayback Machine.]
- Російська державна бібліотека: Балтійський гербовник [Архівовано 19 квітня 2014 у Wayback Machine.]

## Герби титульної сторінки

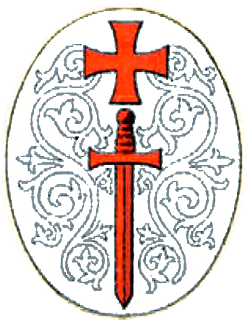
Меченосці XIII століття
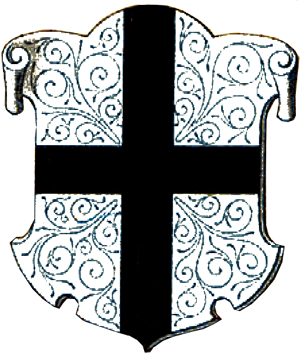
Стара Лівонія XIV—XV століття
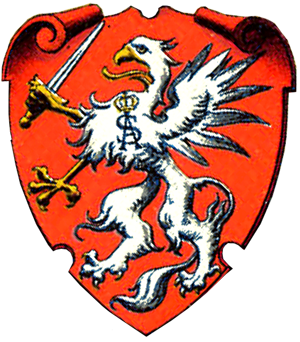
Лівонія XVI—XVII століття
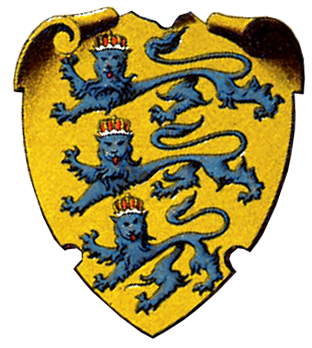
Естонія XVI—XVII століття
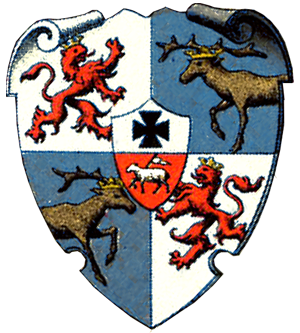
Курляндія, Семигалія, Пільтен XVI—XVIII століття
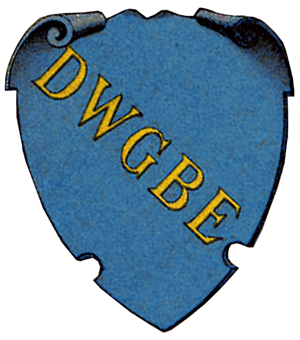
Езель XVI—XVII століття

## Роди

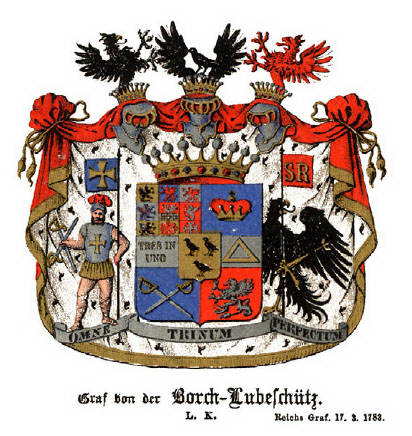
Борхи (графи)
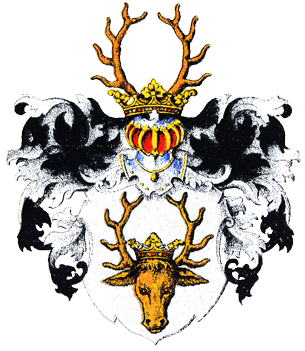
Бракелі
Буксгевдени (барони)
Буксгевдени (графи)
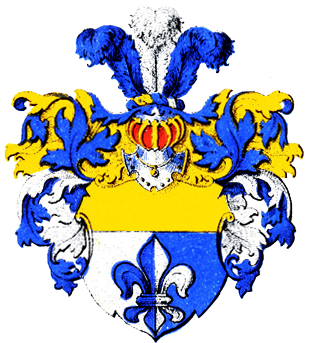
Бунге
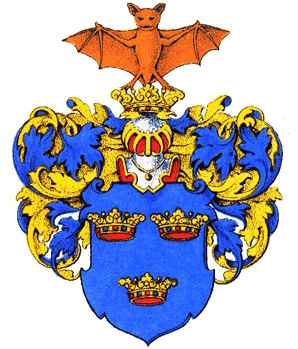
Говени (барони)
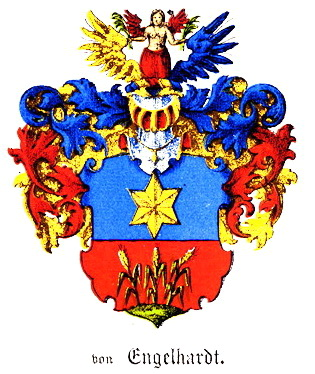
Енгельгардти
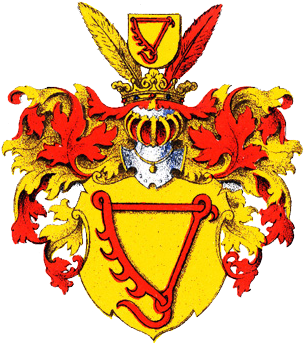
Кеттлери
Ландсберги
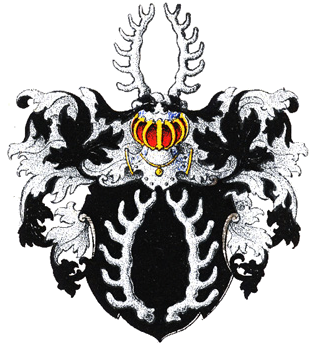
Мірбахи (барони)
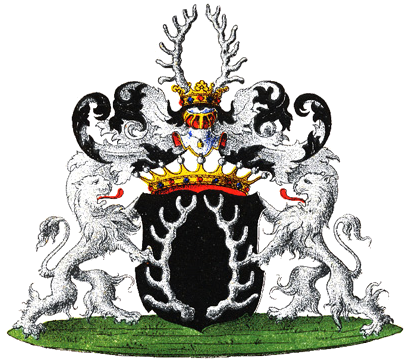
Мірбахи (графи)
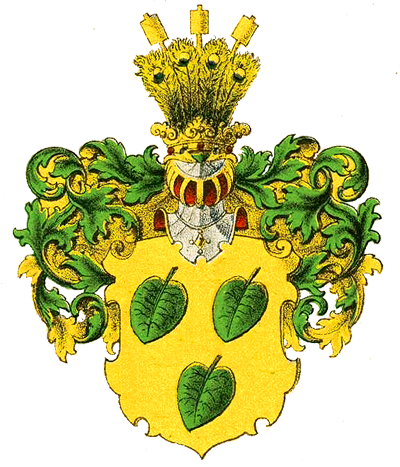
Палени